# Vauban, Freiburg
Vauban là một khu phố mới của 5.000 dân và 600 việc làm 4 km về phía nam của trung tâm thị xã Freiburg, Đức. Nó được xây dựng như "một khu vực mô hình bền vững" trên các vị trí của một cơ sở quân sự cũ của Pháp, và được đặt tên sau Sébastien Le Prestre de Vauban, một người Pháp thế kỷ 17 Pháp đã xây dựng các công sự tại Freiburg, trong khi khu vực dưới sự cai trị của Pháp.
Xây dựng được bắt đầu vào giữa những năm 1990, và vào đầu năm 2001, năm 2000 người đã di chuyển đến đây.
Tất cả các công trình được xây dựng một tiêu chuẩn tiêu thụ năng lượng thấp, với 100 đơn vị thiết kế để đạt chuẩn Passivhaus xây dựng năng lượng cực thấp. Các tòa nhà khác được sưởi ấm bởi nhiệt kết hợp và trạm điện đốt dăm gỗ, trong khi. nhiều trong những tòa nhà có thu năng lượng mặt trời hoặc các tế bào quang điện. Có lẽ ví dụ tốt nhất của xây dựng bền vững là khu định cư năng lượng mặt trời ở Vauban, nhà ở cộng đồng 59 PlusEnergy. Đó là nhà ở đầu tiên cộng đồng trên toàn thế giới trong đó tất cả các nhà sản xuất một sự cân bằng năng lượng tích cực. Thặng dư năng lượng mặt trời sau đó bán lại vào lưới điện của thành phố cho một lợi nhuận trên mỗi gia đình.
Tại Vauban, giao thông vận tải chủ yếu là bằng cách đi bộ hoặc xe đạp. Sự phát tiên được kết nối với trung tâm thành phố Freiburg bằng một xe điện, và được đặt ra tuyến tính dọc tuyến đường như vậy để cư dân trong tất cả các ngôi nhà có khoảng cách đi bộ dễ dàng đến một trạm xe điện. Năm 2009 khoảng 70% số hộ gia đình đã lựa chọn sống mà không có một chiếc xe hơi tư nhân. Mức sở hữu xe hơi đã giảm theo thời gian. Một cuộc khảo sát trước đây cho thấy trên 50% hộ gia đình sở hữu một chiếc xe, của những người sống không có xe hơi, 81% đã từng sở hữu và 57% cho những chiếc xe của họ trên hoặc ngay lập tức ngay khi hay sau khi di chuyển đến Vauban.
Cả hai này và nghiên cứu trước đây  cho thấy rằng đi xe đạp là phương thức vận tải chính của hầu hết các chuyến đi và hầu hết các hoạt động, bao gồm cả đi lại và mua sắm.